# Leontopithecus rosalia
El tamarino león dorado, tití león dorado o tití leoncito (Leontopithecus rosalia) es una especie de primate platirrino de la familia Callitrichidae nativo de oriente de Brasil, donde quedan unos mil individuos en estado silvestre en bosques del litoral Atlántico al suroccidente de Río de Janeiro. Una parte de la población sobreviviente se encuentra en la Reserva Biológica de Poço das Antas. Hay además unos 500 en cautividad. Un pequeño primate del tamaño de una ardilla que vive en la selva atlántica del Brasil, está incluido en la lista de especies en grave peligro de extinción.

## Descripción
Se caracteriza por su pelaje abundante y sedoso de color dorado uniforme y su abundante melena que le vale el nombre de "león". El hocico carece de pelo. El cuerpo mide 34 a 40 cm de longitud y la cola entre 22 y 38 cm. pesan entre 300 y 700 g.

## Comportamiento

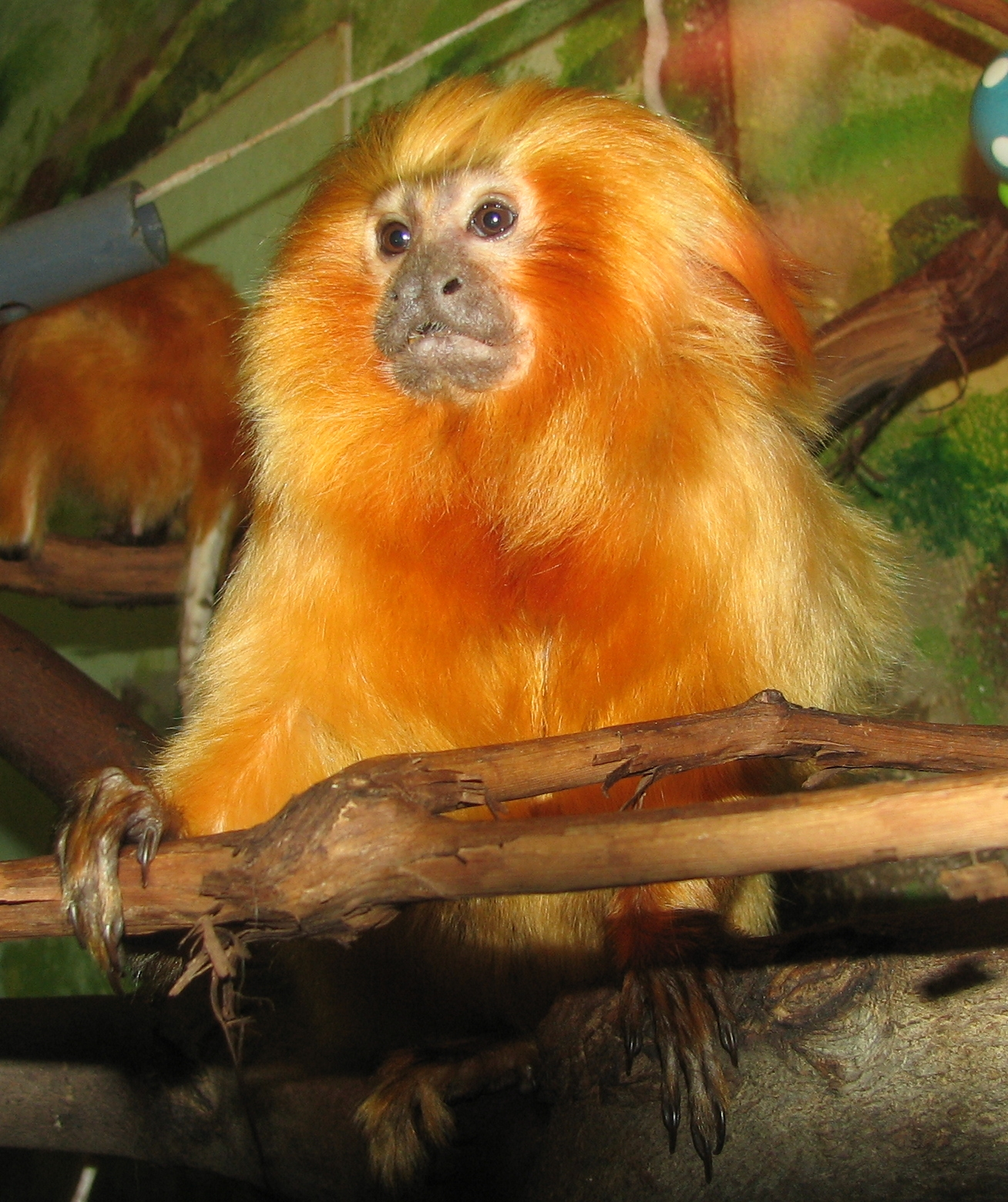

Constituyen grupos territoriales de 4 a 14 individuos, que tiene como líder a una pareja y viven dentro de unos 400 km². Maduran plenamente entre los 2 y 3 años de edad, pero a los 18 meses de edad ya pueden reproducirse. La gestación dura entre 126 y 130 días y generalmente culmina con el nacimiento de dos crías. Durante la primera semana de vida la hembra carga las crías, pero después los machos, lo hacen y las tareas de la crianza son compartidas por el grupo.
Se alimentan de frutos, flores, ranas, lagartijas, moluscos, insectos, resinas y néctar.

## Estado de conservación
Esta especie está catalogada como especie en peligro de extinción desde 2003, sus mayores amenazas son la pérdida y fragmentación del bosque junto con la captura como animales domésticos y el comercio.

### Historia
2008 - Especie en peligro de extinción

2003 – Especie en peligro de extinción

2003 – Especie en peligro de extinción (IUCN 2003)

2000 – Especie en peligro crítico de extinción

1996 – Especie en peligro crítico de extinción

1996 – Especie en peligro crítico de extinción (Baillie y Groombridge 1996)

1994 – Especie en peligro de extinción (Groombridge 1994)

1990 – Especie en peligro de extinción (IUCN 1990)

1988 – Especie en peligro de extinción (IUCN Conservation Monitoring Centre 1988)

1986 – Especie en peligro de extinción (IUCN Conservation Monitoring Centre 1986)

1982 – Especie en peligro de extinción (Thornback y Jenkins 1982)